# Jennifer 8
Jennifer Eight (br: Jennifer 8 - A Próxima Vítima) é um filme estadunidense de 1992, do gênero suspense, dirigido por Bruce Robinson.

## Sinopse
John Berlin (Andy García) é um charmoso policial investigador que no passado deixou sua cidade, Eureka, para atuar em Los Angeles, na tentativa de se recuperar do final conturbado de um casamento. De volta a Eureka, ele reencontra o parceiro Freddy Ross (Lance Henriksen) e inicia uma difícil investigação de assassinatos em série de jovens cegas. Durante a investigação ele descobre uma testemunha que pode levá-lo ao assassino. O problema é que a jovem moça, Helena Robertson (Uma Thurman), também é cega, o que dificulta sua busca por informação, mas, ao mesmo tempo o aproxima dela, levando-os a se apaixonarem e viverem uma intensa história de amor, complicada pelo fato dela se tornar o principal alvo do malfeitor. Como se não bastasse, o próprio John torna-se o principal suspeito de tais crimes, podendo contar apenas com o apoio de Ross e sua esposa Margie (Kathy Baker) e com o amor de Helena.

## Elenco
- Andy Garcia .... John Berlin
- Uma Thurman .... Helena Robertson
- Graham Beckel .... John Taylor
- Lance Henriksen .... Freddy Ross
- Kathy Baker .... Margie Ross
- John Malkovich .... St. Anne
- Kevin Conway .... Citrine
- Perry Lang .... Travis
- Nicholas Love .... Bisley
- Michael O'Neill .... Serato

## Recepção
O filme recebeu críticas mistas dos críticos, com o Rotten Tomatoes dando a Jennifer 8 a classificação de 35%. Ele também foi lançado diretamente em vídeo no Reino Unido.
Produzido em um orçamento de US$ 20 milhões, o filme arrecadou $ 11390479 nas bilheterias, tornando-se um fracasso financeiro. Robinson, que fez o filme em uma tentativa de estabelecer-se em Hollywood, supostamente jurou nunca dirigir novamente, até que ele fez The Rum Diary em 2011.